# Шебелик (приток Семы)
Шебелик — река в России, протекает по Шебалинскому району Республики Алтай. Устье реки находится в 57 км по правому берегу реки Сема. Длина реки составляет 10 км, площадь водосборного бассейна 22 км².

## Данные водного реестра
По данным государственного водного реестра России относится к Верхнеобскому бассейновому округу, водохозяйственный участок реки — Катунь, речной подбассейн реки — Бия и Катунь. Речной бассейн реки — (Верхняя) Обь до впадения Иртыша.